# Zalambdalèstids
Els zalambdalèstids (Zalambdalestidae) són una família extinta de mamífers. Tots els fòssils que se n'han trobat provenen de Mongòlia o del nord de la Xina, tret de Kulbeckia, que fou descobert a l'Uzbekistan. El gènere tipus i el més cèlebre és Zalambdalestes.